# 니스타틴
니스타틴(nystatin)은 기저귀 발진, 아구창, 식도 칸디다증 및 질 효모 감염증 등의 피부 칸디다 감염을 치료하는 데 사용되는 항진균제로 미코스타틴(Mycostatin) 등의 상표명으로 판매된다. 고위험군에서는 칸디다증을 예방하기 위한 용도로 사용되기도 한다. 니스타틴은 먹는 약으로 사용하거나, 질 내에서 사용하거나 피부에 도포하기도 한다.
피부에 바르는 경우의 일반적인 부작용으로는 작열감, 가려움증, 발진 등이 있다. 입으로 복용할 때 일반적인 부작용으로는 구토와 설사가 있다. 임신 중 질 내 사용은 안전하지만 이 그룹에서 다른 제형은 연구되지 않았다. 이 물질은 곰팡이 세포의 세포막을 파괴하는 방식으로 작용한다.
니스타틴은 레이첼 풀러 브라운과 엘리자베스 리 헤이즌에 의해 1950년에 발견되었다. 이 물질은 폴린 마크로리드(polyene macrolide) 항진균제로는 최초의 것인데 세계보건기구 필수 의약품 목록에도 등재되어 있다. 이 성분은 복제약으로도 사용할 수 있다. 니스타틴은 박테리아 Streptomyces noursei 에서 생성되는데, 2020년 미국에서 2 백만 건이 처방되어 227번째로 가장 일반적으로 처방되는 약물이다.

## 의료 용도
피부, 질, 구강 및 식도 칸디다 감염은 니스타틴 치료에 일반적으로 잘 반응한다. 손발톱 감염이나 과각화 피부는 잘 반응하지 않는다. 니스타틴은 다양한 형태로 제공된다.
비경구 투여 시 혈장의 존재로 인해 활성이 감소한다.
경구용 니스타틴은 종종 CD4 + 수치가 낮은 AIDS 환자 및 화학 요법을 받는 사람들과 같이 진균 감염 위험이 있는 사람들의 예방 치료로 사용된다. 간 이식 후 환자에게 사용하기 위해 조사되었지만 플루코나졸이 집락 형성, 침습성 감염 및 사망을 예방하는 데 훨씬 더 효과적인 것으로 밝혀졌다. 틀니를 착용하는 노인의 구강 칸디다증 치료에도 효과적이다.
이 물질은 매우 작은 출생 체중(1500g 또는 3 lb 5oz 미만)의 신생아에서 침습성 진균 감염을 예방하기 위해, 플루코나졸이 선호되는 치료법임에도 불구하고 니스타틴이 사용되기도 한다. 니스타틴은 이러한 아기에게 사용할 때 침습성 진균 감염의 비율을 줄이고 사망률도 줄이는 것으로 밝혀졌다.
리포좀형 니스타틴은 상업적으로 이용 가능하지 않지만, 조사용의 사용에 의하여 암포테리신 B의 콜로이드 제형보다 '시험관 내' 활성이 더 큰 것으로 나타났으며 일부 암포테리신 B 내성 형태의 진균에 대한 효과가 입증되었다. 이것은 침습성 아스페르길루스증과 같이 치료하기 어려운 전신 감염 또는 암포테리신 B에 대한 내성을 나타내는 감염에 대한 흥미로운 가능성을 제공한다. 크립토코커스(Cryptococcus)는 또한 니스타틴에 민감하게 반응한다. 또한 리포솜 니스타틴은 암포테리신 B에서 관찰된 것보다 더 적은 경우와 덜 심각한 신독성을 유발하는 것으로 보인다.
영국에서는 신생아 구강 아구창 치료에 대한 면허가 생후 1개월 이상인 사람으로 제한된다.
이 물질은 100,000 단위(구강 감염)에서 100만 단위(장 감염)까지 다양한 용량으로 '단위'로 처방된다. 내장에서 흡수되지 않기 때문에 구강 내에서 사용하기에 상당히 안전하고 약물 상호작용의 문제가 없다. 때로는 혈청내 약물의 수준이 구강, 질 또는 피부 투여 시에 확인되며 독성을 유발할 수 있다.

## 부작용
대부분의 다른 부작용보다 쓴 맛과 메스꺼움은 더 자주 발생한다.
구강용 현탁액 형태에는 아래와 같은 증상 이외에도 다양한 부작용이 있다.
1. 설사
2. 복통
3. 드물게 빈맥, 기관지경련, 안면부종, 근육통

구강용 현탁액과 국소 형태 모두 아래의 부작용을 유발할 수 있다.
1. 경우에 따라 스티븐스-존슨 증후군을 포함하는 과민 반응[14]
2. 발진, 가려움증, 화끈거림 및 급성 전신성 발 진성 농포증[15]

## 약리 기전
암포테리신 B 및 나타마이신과 마찬가지로 니스타틴은 이온 운반체이다. 진균 세포막의 주요 성분인 에르고스테롤에 결합한다. 충분한 농도로 존재하면 막에 기공을 형성하여 K + 누출, 산성화 및 균류의 사멸을 초래한다. 에르고스테롤은 곰팡이 특유의 스테롤이기 때문에 동식물에 그런 치명적인 영향을 미치지는 않는다. 그러나 인간에 대한 니스타틴의 전신/독성 효과의 다수는 포유류 스테롤 즉 콜레스테롤에 대한 결합에 기인한다. 이러한 효과는 니스타틴의 높은 혈청 수치가 달성될 때 관찰되는 신독성을 설명한다.
니스타틴은 지질 과산화에 의한 세포막 전위 및 수송에도 영향을 미친다. 니스타틴 구조의 공액 이중결합은 곰팡이 세포막의 에르고스테롤에서 전자 밀도를 탈취한다. 지질 과산화는 이온과 극성 분자를 운반하는 데 필요한 멤브레인 채널 내부의 친수성을 변경시킨다. 니스타틴에 의한 막 수송의 방해에 의하여 세포는 급속하게 사멸하게 된다. 니스타틴에 의한 지질 과산화는 막의 구조적 변형으로 인한 K + 누출에도 크게 기여한다.

## 생합성
니스타틴 A1 (또는 니스타틴으로 지칭됨)은 박테리아 균주Streptomyces noursei 에 의해 생합성된다. 이 활성 화합물의 구조는 아미노글리코사이드인 데옥시당 D- 미코스아민이 있는 폴리엔 마크로리드(polyene macrolide)로 특징지어진다. 니스타틴의 게놈 서열은 폴리케타이드 로딩 모듈(nysA), 6개의 폴리케타이드 합성 모듈(nysB, nysC, nysI, nysJ 및 nysK) 및 2개의 티오에스테라제 모듈(nysK 및 nysE)의 존재를 드러낸다. 마크로리드 기능의 생합성이 폴리테티드 합성 I 경로를 따른다는 것은 분명하다.
마크로라이드의 생합성 후, 화합물은 다음 효소의 도움을 받는 합성 후 변형을 겪는다. 즉, GDP-만노스 탈수효소(nysIII), P450 모노옥시게나아제(nysL 및 nysN), 아미노전이효소(nysDII) 및 글리코실전이효소(nysDI). 생합성 경로는 니스타틴을 생성하는 것으로 나타난 바와 같이 진행되는 것으로 생각된다.
니스타틴의 녹는점은 44~46 ℃이다.

## 역사

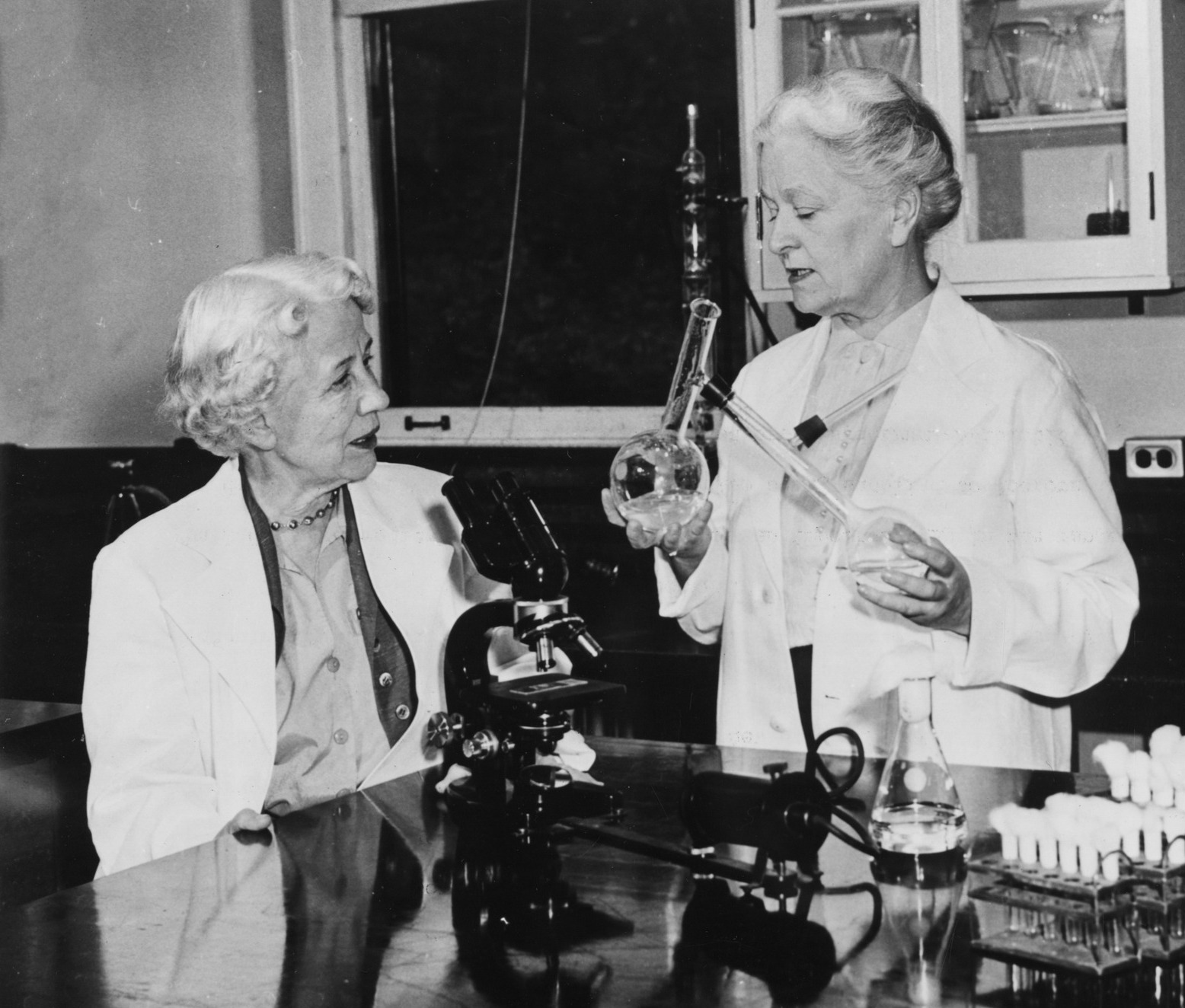
1955년 엘리자베스 리 헤이즌(왼쪽)과 레이첼 풀러 브라운.

다른 많은 항진균제 및 항생제와 마찬가지로 nystatin은 박테리아 기원을 가지고 있다. 그것은 1950년에 뉴욕주 보건부의 실험실 및 연구 부서에서 연구를 수행하던 엘리자베스 리 헤이즌과 레이첼 풀러 브라운에 의해 Streptomyces noursei 에서 분리되었다. 헤이즌은 친구 낙농장의 토양에서 유망한 미생물을 발견했다. 그녀는 농장 주인의 아내인 제시 누스(Jessie Nourse)의 이름을 따 Streptomyces noursei 라고 명명했다. 헤이즌과 브라운은 1954년 뉴욕 주 보건부의 이름을 따서 nystatin으로 명명했다. 두 명의 발견자는 이 약물에 대한 특허를 취득한 후 수익금 1,300만 달러를 재단에 기부하여 자금을 유사한 연구에 지원했다.

## 기타 용도

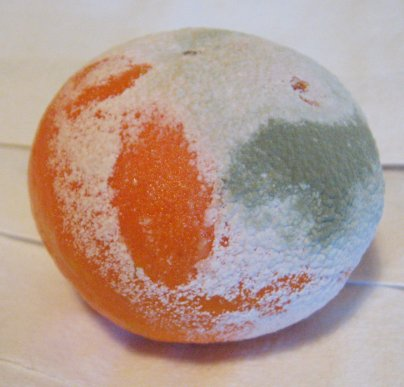
페니실리움에 감염된 감귤. 여기서 곰팡이가 성장하지 못한 부분에는 곰팡이가 과일을 덮기 전에 니스타틴을 도포했다.

또한 세포 생물학에서 포유류 세포의 카베올라 지질뗏목 세포내 이입 경로의 억제제로서 약 3 μg/ml.의 농도로 사용된다.
어떤 경우에는 예술 작품과 같은 물체에 곰팡이가 퍼지는 것을 방지하기 위해 니스타틴이 사용되기도 하였다. 예를 들어 1966년 이탈리아 플로렌스의 아르노강 홍수로 인해 파손된 목판화에 적용했다.
니스타틴은 세포의 "천공" 패치-클램프 전기생리학적 기록을 수행하는 과학자들의 도구로도 사용된다. 니스타틴이 레코딩 피펫에 로드되면 세포막에 1가 이온만 투과할 수 있는 구멍을 형성하기 때문에 세포 내 내용물을 씻어내지 않고 전류를 측정할 수 있게 된다.

## 제제
- 구강 현탁액 형태는 입과 인두의 표재성 칸디다 감염인 구인두 아구창의 예방 또는 치료에 사용된다.
- 내장의 칸디다 감염에는 정제 형태가 선호된다.
- 니스타틴은 국소 크림으로 사용할 수 있으며 피부의 표재성 칸디다 감염에 사용할 수 있다.
- 또한, 니스타틴의 리포솜 제제는 1980년대와 21세기 초에 조사되었다. 리포솜 형태는 모 분자의 불량한 용해도 및 유리 약물의 관련 전신 독성으로 인해 발생하는 문제를 해결하기 위한 것이다.
- 니스타틴 알약은 니스타틴 현탁액보다 구강 칸디다증 치료에 더 효과적인 것으로 나타났다.[10]

이 약물의 주사 가능한 제형은 혈청에서 높은 수준이 될 때의 독성 프로파일로 인해서 현재 미국 시장에 나와 있지는 않다. 그러나 주사 가능한 제제는 과거에 연구되었다.

## 상품명
원래 상품명은 Fungicidin이었다.
- Nyamyc
- Pedi-Dri
- Pediaderm AF Complete
- Candistatin
- Nyaderm
- Bio-Statin
- PMS-Nystatin
- Nystan (oral tablets, topical ointment, and pessaries, formerly from Bristol-Myers Squibb)
- Infestat
- Nystalocal from Medinova AG
- Nystamont
- Nystop (topical powder, Paddock)
- Nystex
- Mykinac
- Nysert (vaginal suppositories, Procter & Gamble)
- Nystaform (topical cream, and ointment and cream combined with iodochlorhydroxyquine and hydrocortisone; formerly Bayer now Typharm Ltd)
- Nilstat (vaginal tablet, oral drops, Lederle)
- Korostatin (vaginal tablets, Holland Rantos)
- Mycostatin (vaginal tablets, topical powder, suspension Bristol-Myers Squibb)
- Mycolog-II (topical ointment, combined with triamcinolone; Apothecon)
- Mytrex (topical ointment, combined with triamcinolone)
- Mykacet (topical ointment, combined with triamcinolone)
- Myco-Triacet II (topical ointment, combined with triamcinolone)
- Flagystatin II (cream, combined with metronidazole)
- Timodine (cream, combined with hydrocortisone and dimethicone)
- Nistatina (oral tablets, Antibiotice Iaşi)
- Nidoflor (cream, combined with neomycin sulfate and triamcinolone acetonide)
- Stamicin (oral tablets, Antibiotice Iaşi)
- Lystin
- Animax (veterinary topical ointment or cream; combined with neomycin sulfate, thiostrepton and triamcinolone acetonide)
- Nyata (topical powder)[27]